# Salad Days
Salad Days (サラダデイズ) est un manga shōnen de Shinobu Inokuma. C'est l'histoire de deux jeunes hommes, l'un faisant de la danse et l'autre de la boxe qui vont se rencontrer au palais des enfants. Depuis ils grandissent ensembles et se soutiennent mutuellement. Ils comptent bien réaliser leurs rêves malgré les difficultés ou obstacles. 

## Synopsis
{{Le pauvre garçon de ballet de Wen Chun X le boxer enthousiaste et courageux, les deux se sont rencontrés au Palais des enfants, ont grandi, se sont soutenus et ont avancé fermement vers leurs rêves, même face aux difficultés et aux doutes. La beauté de la jeunesse réside dans la sueur et l'arrosage de l'amitié après le combat. Bien que les adolescents aient des vies complètement différentes, l'amitié chaleureuse reste la même... }}

## Personnages
Modèle:Jiang Shen
Modèle:Wen Chun